# Neártico

Neártico y sus subdivisiones

El Neártico o Neoártico es una de las ocho ecozonas terrestres que dividen la superficie de la Tierra. La ecozona del Neártico cubre la mayoría de Norteamérica, incluyendo Groenlandia y las montañas de México. Por otro lado, México meridional, la Florida meridional, América Central y las islas del Caribe son parte de la ecozona Neotropical, junto con Sudamérica.

## Biorregiones

Ecozona del Neártico.

El Neártico se subdivide en cuatro biorregiones:
- Escudo Canadiense
- Este de Norteamérica
- Oeste de Norteamérica
- Norte de México

## Historia
Aunque Norteamérica y Sudamérica actualmente están conectadas por el istmo de Panamá, ambos continentes estuvieron separados durante cerca de 180 millones de años, desarrollándose linajes muy diversos de plantas y animales. Cuando el antiguo supercontinente de Pangea se fracturó en dos hace cerca de 180 millones de años, Norteamérica seguía unida a Eurasia como parte del supercontinente de Laurasia, mientras que Sudamérica era parte del supercontinente de Gondwana. Norteamérica se separó más adelante de Eurasia; desde entonces Norteamérica estuvo unida por puentes de tierra a Asia y a Sudamérica, lo cual permitió un intercambio de especies de plantas y animales entre los continentes: el gran intercambio americano.
Un puente de tierra anterior, a través del estrecho de Bering, entre Asia y Norteamérica, permitió que muchas plantas y animales se movieran entre estos continentes, y la ecozona Neártico comparte muchas plantas y animales con el Paleártico. Las dos ecozonas se incluyen a veces en una sola ecozona (Holártico).
Muchos animales grandes (o megafauna), incluyendo caballos, camellos, mamuts, mastodontes, perezosos de tierra, tigres dientes de sable (Smilodon), el oso gigante de cara corta (Arctodus simius), y el guepardo, llegaron a estar extintos en Norteamérica al final de la época del Pleistoceno (edades de hielo); al mismo tiempo apareció la primera evidencia de seres humanos; a este acontecimiento se le llama la extinción del Holoceno. Se creía previamente que las extinciones de la megafauna fueron causadas por los cambios del clima, pero muchos científicos ahora creen que mientras que el cambio del clima contribuyó a estas extinciones, la causa primaria era la caza por parte de los seres humanos recién llegados o, en el caso de algunos depredadores grandes, la extinción fue el resultado de que las presas llegaron a ser muy escasas. El bisonte americano (Bison bison), el oso pardo u oso Grizzly (Ursus arctos), el wapití (Cervus canadensis) y el ciervo rojo (Cervus elaphus) entraron en Norteamérica alrededor del mismo tiempo que los primeros seres humanos, y ampliaron rápidamente su distribución a los nichos ecológicos que quedaron vacíos por la reciente extinción de la megafauna norteamericana.

## Fauna
El camea (Chamaea fasciata) es un pájaro endémico de la región Neoártica. El Holártico tiene tres familias y una subfamilia que son endémicas: Gaviidae, Alcidae, Bombycillidae y Tetraoninae.
Los animales originalmente únicos del Neoártico incluyen a las familias
Canidae (perros, lobos, zorros y coyotes),
Camelidae (camellos y sus parientes sudamericanos, incluyendo la llama), 
Equidae (caballos y sus parientes), y
Antilocapridae (la cual incluye a Arctodus simius), así como al oso de collar (Tremarctos ornatus), de Sudamérica.
El guepardo (Acinonyx jubatus) se desarrolló en Norteamérica y más tarde se separó hacia Eurasia.

## Flora
Entre las plantas originalmente únicas del Neártico se incluyen las familias Crossosomataceae, Simmondsiaceae, Limnanthaceae y Setchellanthaceae.
- Datos: Q737742
- Multimedia: Nearctic / Q737742
- Guía turística: Vida silvestre norteamericana